# Mertil Melin
Mertil Börje Melin, född 17 juli 1945 i Stånga, Gotlands län, död 20 oktober 2023 i Hedvig Eleonora distrikt i Stockholm, var en svensk militär (generallöjtnant). Han var hovstallmästare och chef för H.M. Konungens hovstall 2003–2015.

## Biografi
Melin var son till hemmansägaren Sven Erik Olof Melin och Dagny Ulmstedt. Han gick på Krigsskolan Karlberg 1968 och blev fänrik samma år. Melin gick på Infanteri- och kavalleriofficersskolan 1970–1971 och blev kapten vid Kungliga Norrlands dragoner (K 4) 1972. Han genomgick Ranger Course vid amerikanska United States Army Infantry School vid Fort Benning i Georgia 1977 och Militärhögskolans högre stabskurs 1977–1979. 
Melin var major vid försvarsstaben 1979, generalstaben 1981 och sektionschef vid Gotlands militärkommando 1982–1987. Melin utnämndes till överstelöjtnant 1984 och var bataljonschef vid Norrlands dragonregemente (K 4) 1987–1989. Han var överste och chef för Norrlands dragonregemente 1989–1992, överste 1. graden och chef för operationsledningen vid Norra militärområdet i Boden 1992–1995 och generalmajor och ställföreträdande chef för arméledningen vid Högkvarteret 1995–1996. Melin utnämndes till generallöjtnant och var chef för arméledningen 1996–1998, militärbefälhavare vid Norra militärområdet 1998–2000 och Sveriges ledamot vid EU:s militärkommitté och i Natos militärkommittée för partnerländer.
Melin var ledamot av Kungliga Krigsvetenskapsakademien från 1995. Han gifte sig 1968 med Gurli Margaretha Åberg (född 1944). Melin hade två barn, födda 1969 och 1976.

## Utmärkelser
- Hans Majestät Konungens medalj, guld av 12:e storleken att bäras om halsen i Serafimerordens band (2009) [6]
- Hans Majestät Konungens medalj, guld av 8:e storleken att bäras på bröstet i Serafimerordens band (1987) [7]
- 2:a klass av Örnkorsets orden (12 januari 2011) [8]